# Aureliano Chaves
Antônio Aureliano Chaves de Mendonça GCIH (Três Pontas, 13 de janeiro de 1929 — Belo Horizonte, 30 de abril de 2003) foi um político brasileiro, 29.º Governador de Minas Gerais entre 1975 e 1978 e o 19.º Vice-presidente do Brasil entre 1979 e 1985.

## Biografia

### Primeiros anos
Realizou o curso primário na Escola Professora Maria Augusta Vieira Correia, e o colegial no Ginásio Municipal São Luís, ambas em Três Pontas, sua cidade natal. Após isto, transferiu-se para Itajubá, onde cursou o científico (o curso médio correspondente mais ou menos ao 2º grau) no Colégio de Itajubá. Ingressou no Instituto Eletrotécnico de Itajubá (IEI), atual Universidade Federal de Itajubá, quando, ainda aluno, e sendo o presidente do Diretório Acadêmico, em 29 de maio de 1952, liderou uma comissão composta de quarenta e dois acadêmicos, que, no Rio de Janeiro, no Palácio do Catete, solicitou ao Presidente da República, Getúlio Vargas, o interesse e apoio para a federalização do IEI, que, naquela época, passava por situação financeira difícil, correndo risco até de extinção. O Presidente, diante da completa e exata exposição de Aureliano, prometeu o apoio solicitado, e foi dado encaminhamento ao processo, o qual seria sancionado pelo seu sucessor, Nereu Ramos.
Graduado em Engenharia Eletromecânica pelo Instituto de Engenharia de Itajubá (hoje Universidade Federal de Itajubá) em 1953, trabalhou na “Serra Engenharia Arquitetura” (1954). Aureliano foi engenheiro de obras rodoviárias, entre as quais a ligação de Itajubá a São Bento do Sapucaí, e o serviço de terraplenagem do Aeroporto de Cumbica. Foi Chefe do Serviço de Obras da Prefeitura Municipal de Itajubá (1955-1956). Foi professor titular da Escola Federal de Engenharia de Itajubá (1955-1982), e Diretor Técnico da Eletrobrás (1961). Em Belo Horizonte, foi Professor do Instituto Politécnico da Pontifícia Universidade Católica de Minas Gerais.

## Carreira política

### Deputado estadual
Iniciou sua carreira política como deputado estadual pela UDN (1958-1966), integrando a linha ortodoxa do partido, conhecida como "Banda de Música", ao lado de Carlos Lacerda, Afonso Arinos e Pedro Aleixo. Chegou a liderar sua bancada da UDN e também a exercer a liderança do governo Magalhães Pinto ao qual serviu como Secretário de Estado da Educação (1964) e Secretário de Obras Públicas.

### Deputado federal
Participou do golpe que depôs o presidente João Goulart em 1964. Foi eleito deputado federal (1966-1974), pela ARENA, tendo sido membro e relator de várias comissões da Câmara, Presidente das Comissões de Minas e Energia e Ciência e Tecnologia. Em 1966 e 1970, posicionou-se contra a licença para processar o deputado Márcio Moreira Alves, episódio que foi pivô de grave crise política que resultaria no AI-5, em 1968.
Foi vice-presidente do Instituto de Pesquisas, Estudos e Assessoramentos do Congresso Nacional (IPEAC) e presidente de várias Comissões Mistas do Congresso Nacional. Desempenhou, ainda, muitos outros cargos, como: representante do Brasil na Conferência Sobre Energia Nuclear, em Viena, em 1967; relator da Comissão Parlamentar de Inquérito sobre Energia Nuclear, pela Câmara dos Deputados, em 1974; membro do Centro Brasileiro de Pesquisas Físicas; membro do Comitê Nacional de Grandes Barragens.

### Governador de Minas Gerais
Eleito governador de Minas Gerais, por via indireta, em 1974, governou o Estado por quatro anos, conseguindo harmonizar as antigas forças divergentes do PSD mineiro e da UDN. Aureliano apoiou o presidente Geisel, em 1977, na crise provocada pelo então ministro do Exército, Sílvio Frota, demitido por tentar forçar sua própria candidatura à Presidência da República.

## Vice-presidente do Brasil (1979-1985)

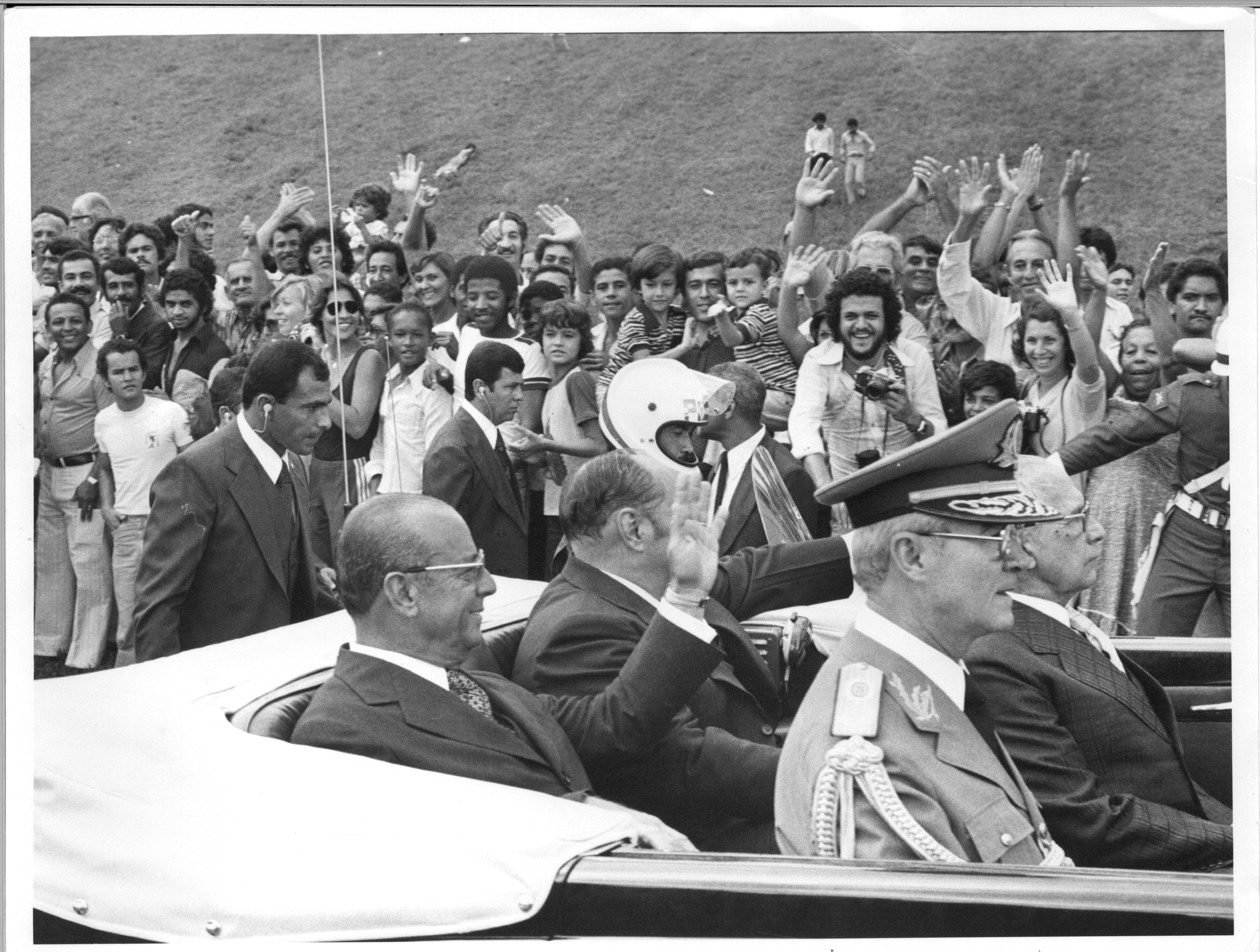
Aureliano ao lado do presidente João Figueiredo no clássico desfile no Rolls-Royce, na posse presidencial em 1979.

Foi vice-presidente da república João Figueiredo, exercendo várias vezes a presidência, sendo o primeiro vice-presidente civil do regime militar, desde Pedro Aleixo — o vice de Artur da Costa e Silva.

Quando da segunda Crise do Petróleo (1979) foi presidente da Comissão Nacional de Energia, por delegação do Presidente da República.

Em 1981.

Aureliano Chaves ocupou a presidência da República por dois períodos relativamente extensos (dois meses em 1981 e cerca de um mês em 1983), devido aos problemas de saúde de João Figueiredo. Era um nacionalista clássico. Católico fervoroso, em 1981, quando ocupava interinamente a Presidência, apesar de ser contra as invasões de terra, recusou-se a assinar o ato de expulsão dos dominicanos franceses Aristides Camio e François Gouriou, da Comissão Pastoral da Terra, acusados de incitar invasões de terra no sul do Pará. A recusa irritou a ala mais radical das Forças Armadas. Os sacerdotes não foram expulsos imediatamente, mas foram condenados a 10 e 15 anos de prisão, respectivamente, por terem apoiado a luta de posseiros na conflituosa região do Araguaia - cenário da guerrilha do Araguaia, organizada pelo Partido Comunista do Brasil, na década anterior. Os frades cumpriram 2 anos e 4 meses na prisão e afinal foram expulsos do país.
Por ocasião das eleições indiretas sucessórias a João Figueiredo, se ofereceu em 1984 como candidato dentro de seu partido, o PDS. O mesmo fizeram Paulo Maluf, Mário Andreazza e Marco Maciel. Com a vitória de Maluf na convenção, nomes como Aureliano, Maciel e Jorge Bornhausen decidiram sair do PDS e fundar um novo partido, o Partido da Frente Liberal, em alusão à "frente liberal" que esses políticos formavam a partir dali, para apoiar o candidato da oposição Tancredo Neves no colégio eleitoral, na chamada "Aliança Democrática". Com isso, Aureliano rompia com o governo Figueiredo.
A união da legenda recém-formada mostrar-se-ia fundamental para a vitória de Tancredo Neves. Aureliano é considerado um dos responsáveis pela divisão do PDS, em 1984, o que enfraqueceu a candidatura de Paulo Maluf à Presidência da República, na eleição indireta que levou Tancredo Neves (PMDB) ao cargo.

### Ministro de Minas e Energia e candidato a presidência
Foi ministro das Minas e Energia no governo Sarney e defendeu a manutenção do programa brasileiro do álcool, o Pró-álcool.
Concorreu à presidência nas eleições diretas de 1989 pelo mesmo PFL, tendo como vice em sua chapa Cláudio Lembo, obtendo irrisória votação, com cerca de 0,83% e terminando o pleito em nono lugar com 600 838 votos. Lembo depois diria que boa parte dos correligionários da legenda os havia abandonado para apoiar informalmente Fernando Collor de Melo. Após isso, decidiu formalmente se retirar da vida pública; mas, ainda assim continuou a exercer influência sobre seu estado natal e mesmo na nação, era uma voz a ser ouvida, como na ocasião das privatizações do governo Fernando Henrique Cardoso, em relação às quais manifestava-se radicalmente contra. O governador Aécio Neves, cujo avô, Tancredo era um grande amigo e aliado de Aureliano, admitiu por ocasião de sua morte: "Ele era um consultor informal".
No final da vida estava filiado ao PSDB. Na campanha presidencial de 2002, contudo, apoiou a candidatura de Luiz Inácio Lula da Silva, ajudando na aproximação entre o petista e os militares.
Interessado em tecnologia, quando Secretário da Educação de Minas Gerais visitou os Estados Unidos e o México, em busca de novos métodos de educação. Quando ministro, visitou os principais centros de estudos nucleares da França, Alemanha e Estados Unidos, onde, novamente, voltaria como vice-presidente do Brasil.
Sobre Aureliano, disse o deputado Mauri Torres: "Apesar de ter feito sua carreira política dentro do regime militar, foi sempre um homem democrático e nacionalista, que sempre defendeu os interesses de Minas e do Brasil".

## Morte
Faleceu, já viúvo, em 30 de abril de 2003, em Belo Horizonte, sendo sepultado em Itajubá.

## Condecorações
Em reconhecimento a seu brilhante desempenho profissional, à sua carreira política pautada por comportamento ético, austero e transparente e por uma vida íntegra e honesta, recebeu várias condecorações:

### Nacionais
- Grande Medalha da Inconfidência
- Medalha Brigadeiro Couto Magalhães
- Medalha Mérito Tamandaré
- Medalha do Mérito Santos-Dumont
- Medalha do Pacificador
- Medalha Marechal Trompowski
- Medalha Marechal Deodoro
- Medalha Wenceslau Brás
- Medalha Delmiro Golveia
- Medalha do Governo do Estado do Espírito Santo
- Ordem do Mérito Aperipê (Sergipe)
- Medalha do Governo do Distrito Federal
- Ordem do Mérito Naval
- Ordem do Mérito Militar
- Ordem do Mérito Aeronáutico
- Ordem de Rio Branco
- Medalhas do Mérito Legislativo da Assembleia Legislativa de Minas Gerais
- Medalha do Mérito Legislativo da Câmara dos Deputados de Minas Gerais
- Medalha do Mérito Legislativo da Câmara de Vereadores de Belo Horizonte
- Medalha do Tribunal de Justiça de Minas Gerais
- Ordem do Mérito Judiciário Militar
- Ordem do Mérito Judiciário Trabalhista

### Estrangeiras
- Legião de Honra, da França
- Ordem do Mérito Civil, da Espanha
- Ordem da Águia Asteca, do México
- Ordem do Libertador, da Venezuela
- Ordem de San Martin, da Argentina
- Medalha General Solano Lopes, do Paraguai
- Grã-Cruz da Ordem do Infante Dom Henrique, de Portugal[4]